# Lilla Melodifestivalen
El Lilla Melodifestivalen es la versión junior del Melodifestivalen sueco. Se celebra en Estocolmo desde 2002 y compiten 10 formaciones de niños entre 8 y 15 años de edad en una única final. Los resultados se deciden mediante jurado y televoto.
De 2003 a 2005 el festival sirvió de preselección para Eurovisión Junior. Como curiosidad, en las tres ediciones ganaron dúos femeninos que acabaron siempre en el puesto quince. Desde 2006, y tal como en un principio, el Lilla Melodifestivalen sirve como preselección para el MGP Nordic.

## Listado de Ganadores
| Año  | Sede      | Ganadora                  | Intérprete        | Puntos |
| ---- | --------- | ------------------------- | ----------------- | ------ |
| 2012 | Estocolmo | Mitt mod                  | Lova Sönnerbo     | -      |
| 2009 | Estocolmo | En vanlig dag             | Ulrik Munther     | 98     |
| 2008 | Estocolmo | En sång från hjärtat      | Linn Eriksson     | 100    |
| 2007 | Estocolmo | Min första största kärlek | SK8               | 92     |
| 2006 | Estocolmo | Hej Sofia                 | Benjamin Wahlgren | 104    |
| 2005 | Estocolmo | Gränslös Kärlek           | M+                | 98     |
| 2004 | Estocolmo | Varför Jag?               | Limelights        | 82     |
| 2003 | Estocolmo | Stoppa Mig                | The Honeypies     | 82     |
| 2002 | Estocolmo | Superduperkillen          | Sofie Larsson     | 108    |

## Reglamento
Todas las canciones deben de ser en sueco y sólo pueden durar 2:45 minutos de tiempo. No hay limitación de número de personas sobre el escenario, aunque si lo hay en el Festival de Eurovisión Infantil. Los intérpretes tienen que haber compuesto tanto la música como la letra y deben de estar entre los 8 y 15 años.

## Votación
Actualmente, la estructura de votación consiste de un jurado por cada una de las cinco regiones suecas, otorgando cada un número de puntos que varía cada año. A continuación, el voto telefónico otorga 20, 30, 40, 50 y 60 puntos a las cinco más votadas.

## Edición 2004
La final tuvo lugar en el SVT Studio de Estocolmo el sábado 9 de octubre con Magnus Carlsson y Mela Tesfazion como presentadores. Las ganadora, y representante de Suecia en el Festival de Eurovisión Junior 2004 fue la canción "Varför Jag?" ("¿Porque yo?") del dúo femenino Limelights, formado por Ana y Liselotte. El jurado dejó la canción empatada con otras dos canciones en segundo lugar con 22 puntos, pero finalmente se llevaron la máxima puntuación del televoto, los 60 puntos y ganaron con 82 puntos, a 10 del segundo clasificado, Erik Nielsen.
| Nr. | Artista         | Canción            | Compositores                                                       | Votos  | Votos   | Votos | Posición |
| Nr. | Artista         | Canción            | Compositores                                                       | Jurado | Público | Total | Posición |
| --- | --------------- | ------------------ | ------------------------------------------------------------------ | ------ | ------- | ----- | -------- |
| 1   | Jazmina         | Jag Vill Veta Nu   | Jazmina Simic                                                      | 34     | -       | 34    | 6.º      |
| 2   | Erik Nielsen    | Oh La La           | Erik Nielsen                                                       | 22     | 50      | 72    | 2.º      |
| 3   | JaP             | Min Vän            | Jonna Nilsson-Lantz, Pelle Johannesson                             | 10     | -       | 10    | 10.º     |
| 4   | Jessica & Karin | Att ha en vän      | Jessica Palnér, Karin Olsen                                        | 16     | -       | 16    | 9.º      |
| 5   | ReLi            | När jag åker moped | Rebecca Petersson, Linnéa Vikström                                 | 40     | 20      | 60    | 5.º      |
| 6   | Sisters         | Sjörövarvisa       | Ida Plantin, Josefin Plantin                                       | 32     | -       | 32    | 7.º      |
| 7   | Girlzz          | Förstå             | Erika Hanses, Mika Holm, Ulrika Eriksson, Linnéa Boman, Malin Leoo | 18     | -       | 18    | 8.º      |
| 8   | Ville           | Min gröna ö        | Ville Blomgren                                                     | 34     | 30      | 64    | 3.º      |
| 9   | Limelights      | Varför Jag?        | Liselotte Östblom, Anna Jalkéus                                    | 22     | 60      | 82    | 1.º      |
| 10  | Reggae Boyz     | Shabalabala polarn | Kevin Gubbins & Matthias Ytterberg                                 | 22     | 40      | 62    | 4.º      |

El Lilla Melodifestivalen 2004 será recordado por su excelente escenario, claramente superior a los vistos en 2003 y 2005.